# 幽靈坂

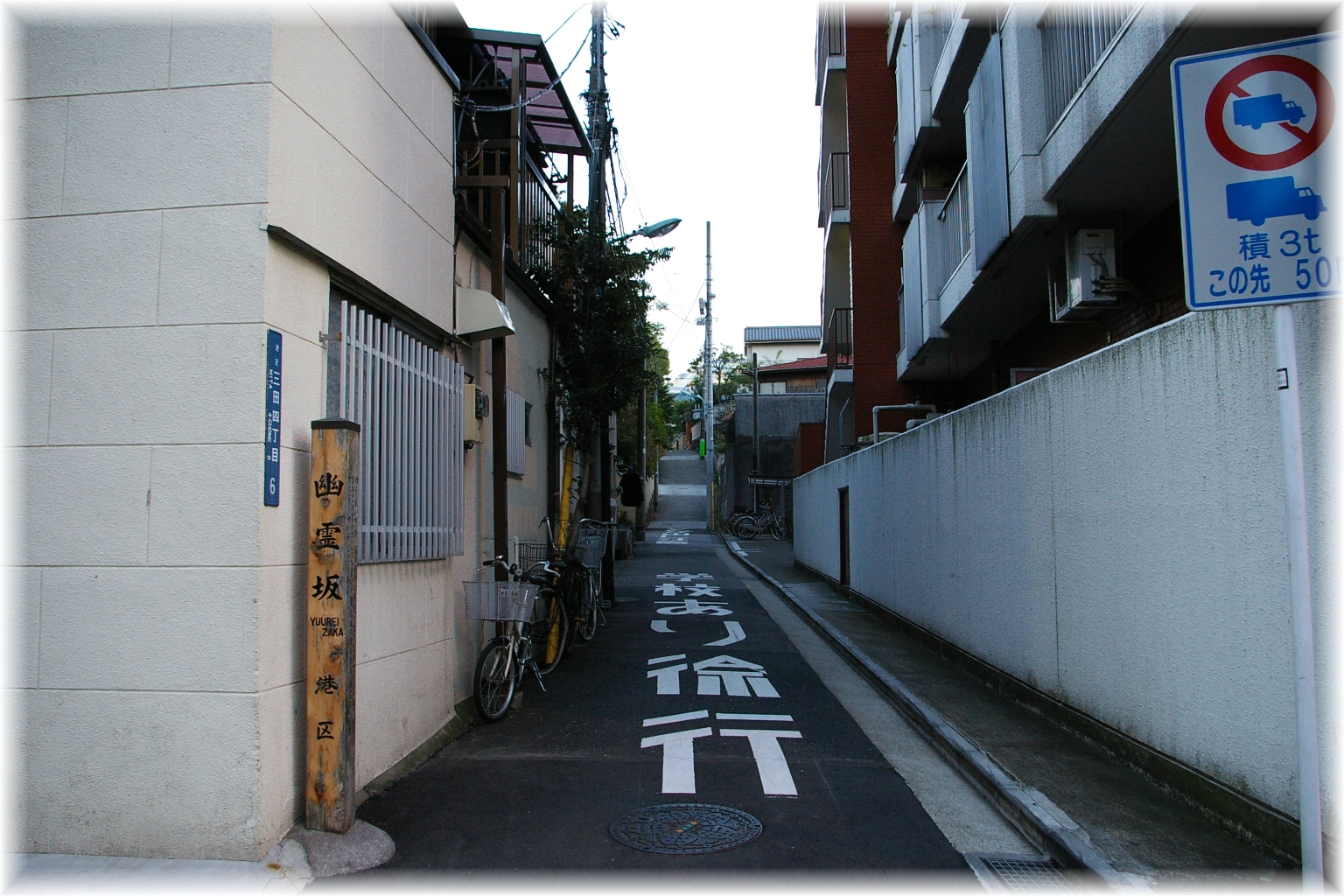
東京都港區三田的幽靈坂

幽靈坂（ゆうれいざか）是日本各地常見的地名。東京有許多幽靈坂。

## 地名由來
可能是附近有寺院、墓地，或即使是日間也因鬱蒼的樹木覆蓋而陰暗的場所，並非因為幽靈出没。

## 東京的幽靈坂
- 幽靈坂：港區三田四丁目、或表記為有礼坂。
- 幽靈坂：文京區目白台一丁目、和敬塾旁。
- 幽靈坂：文京區目白台二丁目、日本女子大學旁。
- 幽靈坂：北區田端一丁目、與樂寺旁。
- 幽靈坂：千代田區神田淡路町二丁目、損保會館前。
- 幽靈坂：千代田區神田駿河台、尼古拉堂北側。
- 幽靈坂：新宿區牛込、辯天公園南側。
- 幽靈坂：品川區南品川五丁目、品川聾學校前。

## 外部連結
- 江戸の幽霊坂（坂学会） （页面存档备份，存于）